# 索羅科季亞任齊
48°57′40″N 28°57′10″E / 48.96111°N 28.95278°E
索羅科季亞任齊（烏克蘭語：Сорокотяжинці），是烏克蘭西南部的村莊，隸屬文尼察州的文尼察區。該村始建於1800年，面積1.93平方公里，海拔高度264米，2001年人口213，人口密度每平方公里110.25人。